# Gilbert Desmet (1931)
Gilbert Desmet (Roeselare, 3 februari 1931 – Rumbeke, 30 juni 2024) was een Belgische profwielrenner.

## Biografie
Gilbert Desmet was profwielrenner van 1953 tot 1967. In die periode reed hij een lange erelijst bijeen van 101 overwinningen, waaronder 3 klassiekers, 5 semiklassiekers en 3 rittenwedstrijden. Hij droeg ook twee keer de gele trui in de Ronde van Frankrijk, twee ritten op dezelfde dag in de editie van 1956 en tien dagen in 1963. Hij was een veelzijdige renner die vooral uitblonk in rittenkoersen. Zijn bijnaam in het peloton was Smetje en Smetje van Lichtervelde. 
Hij was een neef van oud-wielrenner Gerard Desmet, en toen die de schoonvader werd van Benoni Beheyt werd hij zo een aangetrouwde neef van de wereldkampioen. Met Gilbert Desmet II uit Astene/Nazareth is er echter geen enkele relatie.
Gilbert Desmet overleed op 93-jarige leeftijd. Op het moment van zijn overlijden was hij de oudste nog levende geletruidrager van de Tour de France.

## Belangrijkste uitslagen
1954
- GP Stad Zottegem

1955
- GP Briek Schotte

1956
- 2e in de Vierdaagse van Duinkerke

1957
- 7e in de GP des Nations
- Omloop van het Houtland

1958
- Parijs-Tours
- Kuurne-Brussel-Kuurne
- 3e in de GP Lugano
- 7e etappe Ronde van Spanje
- Omloop van het Houtland

1959
- 2e in Parijs-Roubaix
- 3e in de Ronde van Vlaanderen
- 5e in de Waalse Pijl
- 8e in Gent-Wevelgem
- 9e in Luik-Bastenaken-Luik
- GP Briek Schotte
- GP Raf Jonckheere

1960
- het Kampioenschap van Vlaanderen te Koolskamp
- eindklassement Genua-Rome
- 1e etappe Genua-Rome
- Nokere Koerse
- 3e etappe Parijs-Nice
- 2e in de GP van Lugano
- 4e in Ronde van Vlaanderen
- 5e in Kuurne-Brussel-Kuurne
- 7e in Parijs-Roubaix
- GP Briek Schotte

1961
- 2e in Parijs-Tours
- 2e in Parijs-Brussel
- 2e in de GP des Nations
- 7e in Gent Wevelgem
- 1e etappe Ronde van Sardinië

1962
- 4e in de Ronde van Zwitserland
- 5e etappe Ronde van Zwitserland
- 4e in de Ronde van Frankrijk

1963
- 3e etappe Vierdaagse van Duinkerke
- 4e etappe Vierdaagse van Duinkerke
- 6e in het WK op de weg
- 6e in het NK van België op de weg
- 7e in de GP des Nations
- 9e in Milaan-San Remo
- GP Briek Schotte

1964
- Waalse Pijl
- eindklassement Vierdaagse van Duinkerke
- 2e etappe Ronde van Luxemburg
- 3e in eindklassement Ronde van België
- 5e in Parijs-Brussel
- 8e in de Ronde van Frankrijk
- 9e in Ronde van Vlaanderen
- 9e in Parijs-Roubaix

1965
- 2e in eindklassement Ronde van België
- 2e etappe Dauphiné Libéré
- Omloop van het Houtland

1966
- GP d'Orchies

1967
- 8e in Parijs-Nice

## Resultaten in voornaamste wedstrijden
| Jaar | Ronde van Italië | Ronde van Frankrijk | Ronde van Spanje |
| ---- | ---------------- | ------------------- | ---------------- |
| 1953 |                  |                     |                  |
| 1954 |                  |                     |                  |
| 1956 |                  | 21e                 |                  |
| 1957 |                  |                     |                  |
| 1958 |                  | buiten tijd         | 12e (1)          |
| 1959 |                  |                     |                  |
| 1960 |                  |                     |                  |
| 1961 |                  |                     |                  |
| 1962 |                  | 4e                  |                  |
| 1963 |                  | opgave              |                  |
| 1964 |                  | 8e                  |                  |
| 1965 |                  | 16e                 |                  |
| 1966 |                  |                     |                  |
| 1967 |                  |                     |                  |
| 1968 |                  |                     |                  |

| Jaar | Milaan-San Remo | Gent-Wevelgem | Ronde van Vlaanderen | Parijs-Roubaix | Luik-Bast.‑Luik | Ronde van Lombardije | Parijs-Tours | Waalse Pijl | Parijs-Brussel |  | WK op de weg |  | Wereldranglijsten |
| ---- | --------------- | ------------- | -------------------- | -------------- | --------------- | -------------------- | ------------ | ----------- | -------------- |  | ------------ |  | ----------------- |
| 1953 |                 | 18e           | 43e                  |                |                 |                      |              |             |                |  |              |  |                   |
| 1954 |                 |               |                      | 66e            |                 |                      |              | 54e         |                |  |              |  |                   |
| 1956 |                 | 16e           | 11e                  |                |                 |                      |              | 19e         |                |  |              |  |                   |
| 1957 |                 |               |                      |                |                 |                      | 69e          |             |                |  |              |  |                   |
| 1958 | 10e             |               |                      | 55e            |                 | 68e                  | Goud         |             | 14e            |  |              |  |                   |
| 1959 | 35e             | 8e            | ↑                    | ↑              | 9e              | 17e                  | 88e          | 5e          | 12e            |  | 18e          |  |                   |
| 1960 | 19e             | 18e           | 4e                   | 7e             |                 | 13e                  | 38e          |             | 15e            |  |              |  |                   |
| 1961 | 62e             | 7e            | 14e                  | 10e            |                 |                      | ↑            |             | Zilver         |  |              |  | 4e (SPP)          |
| 1962 |                 | 70e           |                      |                |                 |                      |              |             | 41e            |  |              |  |                   |
| 1963 | 9e              | 48e           | 19e                  | 19e            | 17e             |                      | 14e          |             | 37e            |  | 6e           |  |                   |
| 1964 | 19e             | 29e           | 9e                   | 9e             |                 |                      |              | Goud        | 5e             |  | 20e          |  | 6e (SPP)          |
| 1965 |                 |               | 22e                  | 24e            |                 |                      | 24e          | 9e          | 40e            |  |              |  |                   |
| 1966 | 58e             | 46e           | 30e                  | 25e            |                 |                      | 27e          |             |                |  |              |  |                   |
| 1967 |                 | 26e           | 47e                  | 22e            |                 |                      |              |             |                |  |              |  |                   |
| 1968 |                 | 92e           |                      |                |                 |                      |              |             |                |  |              |  |                   |

Wielerploegen van Gilbert Desmet (1931)
Borcy ·
Bordin ·
Botella ·
Bover ·
Chacón ·
Ciampi ·
Company ·
Decock ·
Derycke ·
Desmet ·
Emiliozzi ·
Ernzer ·
Fini ·
Fornasari ·
Galdeano ·
Gaul ·
Geers ·
Girardini ·
Gola ·
Graf ·
Grondelaers ·
Hoevenaars ·
Iturat ·
Kerckhove ·
Koblet ·
Luyten ·
Metra ·
Mostajo ·
Pacheco ·
Pavesi ·
Pellegrini ·
Ruiz ·
Scappini ·
Schär ·
Schils ·
Schroeders ·
Segú ·
Serra ·
Strehler ·
Trobat ·
Vandaele ·
Van Looveren ·
Van Looy ·
Verhelst ·
Verplaetse
Bahamontes ·
Blomme ·
Bolzan ·
Botella ·
Bover ·
Chiti ·
Ciampi ·
Company ·
Couvreur ·
Decock ·
Desmet ·
Emiliozzi ·
Ernzer ·
Fini ·
Fornasari ·
Galdeano ·
Gandolfi ·
Gaul ·
Gelhausen ·
Gillen ·
Girardini ·
Gola ·
Guarguaglini ·
Hoevenaars ·
Jiménez ·
Kerckhove ·
Loroño ·
Luyten ·
Manzaneque ·
Metra ·
Moreno ·
Mostajo ·
Pacheco ·
Paternoster ·
Pavesi ·
Pellegrini ·
Ruiz ·
Scappini ·
Schils ·
Schroeders ·
Serra ·
Strehler ·
Timoner ·
Vandaele ·
Van Gompel ·
Van Looveren · 

Van Looy ·
Verplaetse
Baudechon ·
Belmonte ·
Bertrán ·
Botella ·
Campillo ·
Company ·
Couvreur ·
Desmet ·
Fischerkeller ·
Galdeano ·
Hoevenaars ·
Impanis ·
Junkermann ·
Kerckhove ·
Loroño ·
Mas ·
Michiels ·
Moreno ·
Mostajo ·
Pacheco ·
Pérez ·
Schils ·
Schroeders ·
Sorgeloos ·
Theuns ·
Timoner ·
Utset · 
Van Looveren · 
Van Looy ·
Van Meenen ·
Verplaetse ·
Vloeberghs